# 尖端娘商売
『尖端娘商売』（せんたんむすめしょうばい、英語: The Life of the Party）は、ロイ・デル・ルースが監督し、ワーナー・ブラザースが「ザ・ヴァイタフォーン・コーポレーション」の名で製作・配給したアメリカ合衆国の長篇劇映画、テクニカラーで撮影されたミュージカル・コメディである。カラー版は現存していない。

## 略歴・概要
本作は、脚本家時代のダリル・F・ザナックが「メルヴィル・クロスマン」名義でオリジナルシナリオを書き、アーサー・シーザーが台詞を書いた作品で、当初はテクニカラーで撮られたカラー映画であった。製作・配給としてクレジットされている「ザ・ヴァイタフォーン・コーポレーション」とは、ワーナー・ブラザースのことであり、実際には、製作はファースト・ナショナル、配給をワーナー・ブラザースが行った。
『尖端娘商売』という日本語題は、「パーティ生活」を意味する原題とは無関係に、主人公の女性たちの行動に対し、当時の日本の流行語であった「尖端」の語で形容したものである。日本での配給・宣伝は、ワーナー・ファーストナショナル日本支社が行った。
現存する上映用プリントは、1950年代にテレビ放映用に作成された白黒フィルムのみで、オリジナルのカラー版の現存は確認されていない。

## あらすじ
楽譜の売店で働いていたフロー（ウィニー・ライトナー）とドット（アイリーン・デルロイ）は、服屋のルメア氏（チャールズ・ジューデルズ）につきあいすぎるという理由から仕事を解雇される。フローとドットは金持ちを騙して儲けてやろうとたくらむ。そこへルメア氏が店のマネキンを依頼してきたものだから、彼の店の衣裳はすべて彼女たちの自由になったも同然だった。フローとドットは、店から衣裳を勝手に持ち出し、ハヴァナ行きの旅客船に乗り込む。
一文無しのはずのフローとドットは、一流ホテルの最上級の部屋を申し込む。ドットは評判の富豪A・J・スミス氏に急接近してまんまと親しくなるが、それは贋者で、A・Jことジェリー・スミス（ジャック・ホワイティング）という女たらしであった。一方、ジェリーはドットを富豪の娘だと信じ込む。さらにそのころフローは、ケンタッキーの競馬狂ジョイ大佐（チャールズ・バターワス）の所有する馬の騎手の代役を務める。しかしゴール間近で黒猫が横切り、よけたフローは負けてしまう。
ニューヨークから2人を追ってきたルメア氏は、ジェリーからドットが富豪の娘のふりをしていることを聞かされる。フローは、ドットが富豪の「A・J・スミス氏」と結婚すると言い、ルメア氏を部屋に閉じ込めた。フローとドットは、やっと本物の「A・J・スミス氏」（ジョン・デイヴィッドソン）を発見し、彼の目の前で気絶する。スミス氏は気絶したドットを介抱し、フローはジョイ大佐と良い関係を結ぶ。

## スタッフ
- 監督 : ロイ・デル・ルース（英語版）
- 脚本 : メルヴィル・クロスマン （ダリル・F・ザナック）
- 台詞 : アーサー・シーザー
- 撮影 : フランク・B・グッド、デヴロー・ジェニングズ（フランス語版）
- 編集 : ウィリアム・ホームズ（英語版）
- 衣裳 : アール・リューイック
- 録音 : ドルフ・トーマス
- 音楽監督 : エルノ・ラペー（英語版）
- 演奏指揮 : ルイス・シルヴァーズ（英語版）

## キャスト
クレジット順
- ウィニー・ライトナー（英語版） - 「フロー」役
- アイリーン・デルロイ（イタリア語版） - 「ドットことドロシー・ストッツベリ」役
- ジャック・ホワイティング（英語版） - 「A・Jことジェリー・スミス」役
- チャールズ・バターワス（英語版） - 「ジョイ大佐」役
- チャールズ・ジューデルズ（英語版） - 「ルメア氏」役
- アーサー・エドモンド・カリュー（英語版） - 「贋伯爵」役（出演シーン削除）
- ジョン・デイヴィッドソン（英語版） - 「A・J・スミス氏」役
- アーサー・ホイト - 「ジェリーの秘書」役

ノンクレジット・アルファベット順
- キャリー・ドーメリー - 「上級ファッションショー監視官」役（ノンクレジット）
- ウィリアム・アーヴィング（英語版） - 「ザ・ユーフー・マン」役（ノンクレジット）
- エディ・ケイン（英語版） - 「フォスター氏」役（ノンクレジット）
- トム・リケッツ（英語版） - 「上級ファッションショー監視官」役（ノンクレジット）
- ロルフ・セダン（英語版） - 「『ポイズン・アイヴィ』を聴きたがる男」役（ノンクレジット）